# Lokal-int

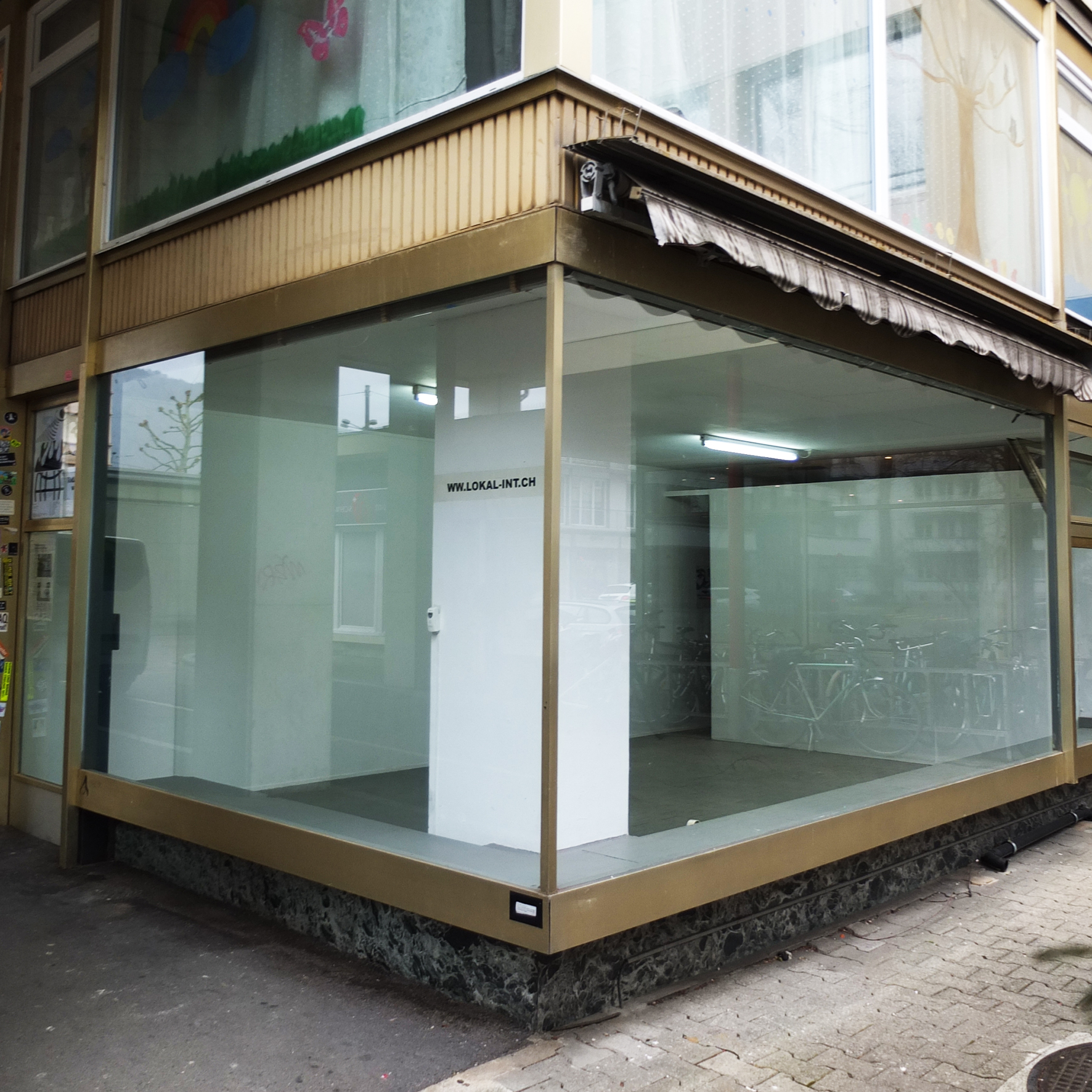

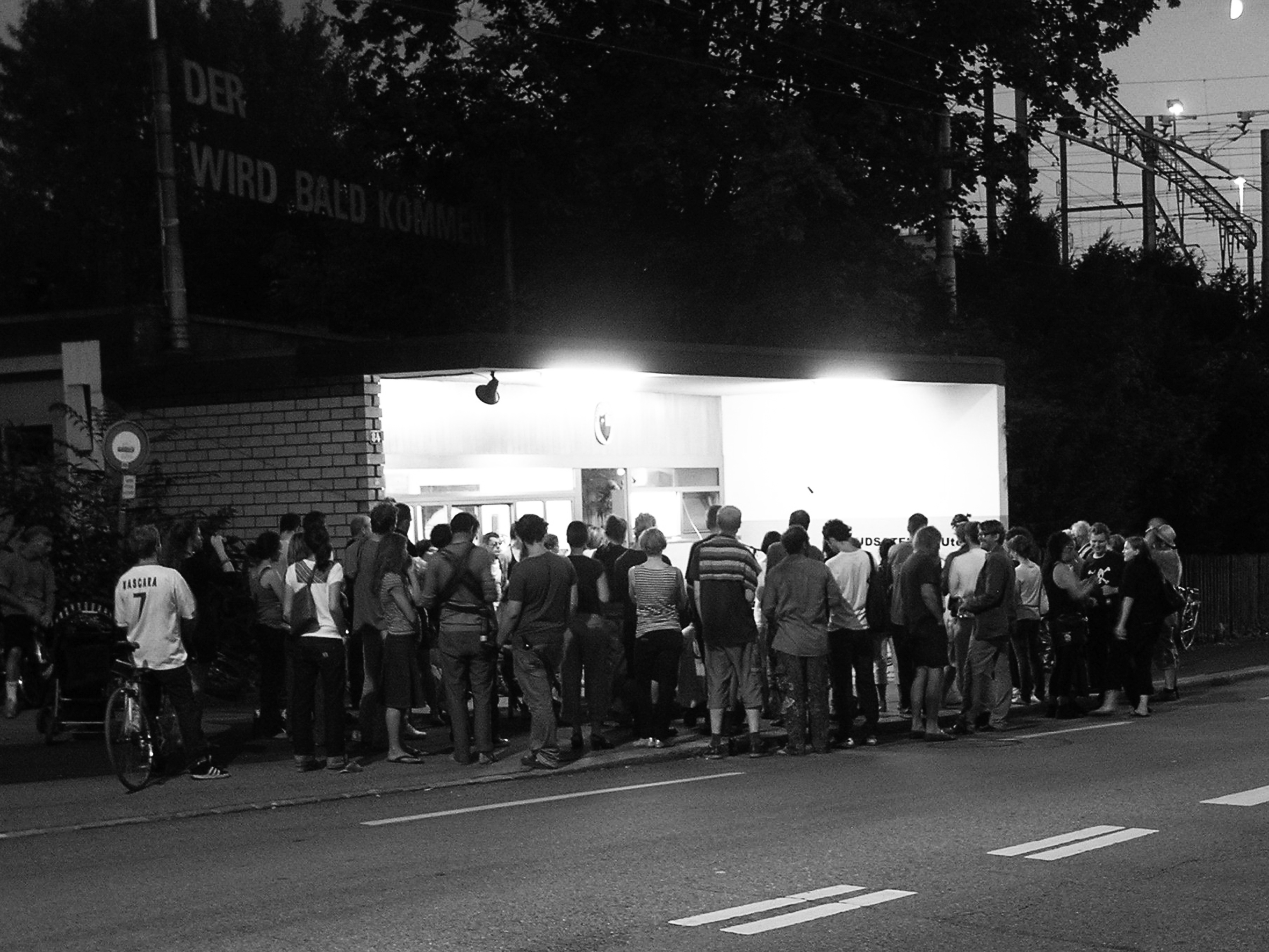
Lokal-int 2009

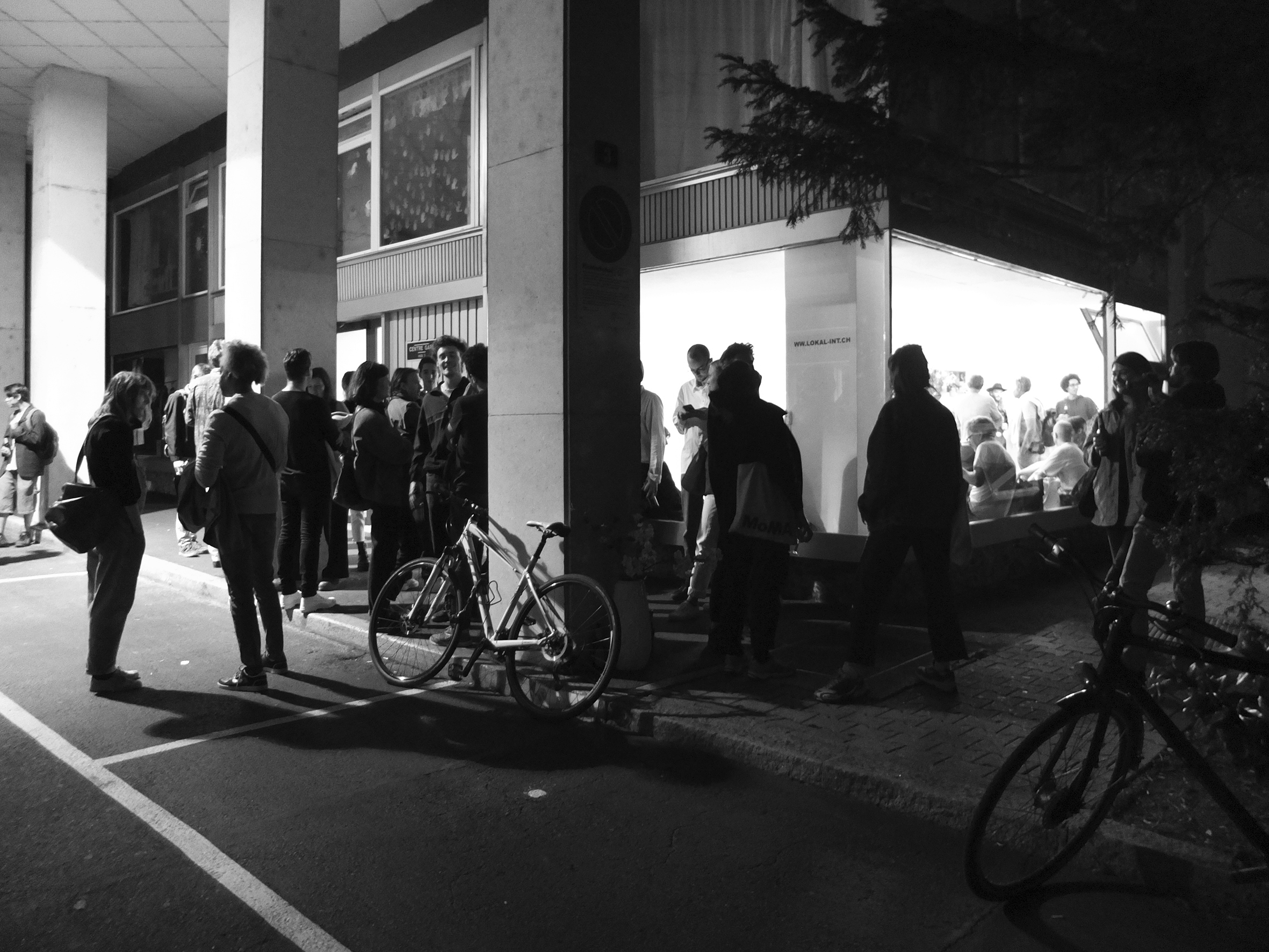
Lokal-int 2020

Lokal-int ist ein Raum für zeitgenössische Kunst in Biel-Bienne, Schweiz. Er wurde 2006 gegründet und organisiert im Wochentakt Präsentationen, Happenings und Interventionen.
Seit seiner Gründung hat Lokal-int an die 700 Anlässe mit bildender Kunst organisiert und wurde von zahlreichen Stiftungen und mit diversen Preisen gefördert.
Lokal-int bietet den eingeladenen Kunstschaffenden einen Experimental- und Möglichkeitsraum und verortet sich in der Tradition eines non-profit Aktivismus, der auch als Offspace, Independent Art Space, Artist-run Space bezeichnet wird.
Lokal-int ist Mitglied des Netzwerkes OFFOFF unabhängige Kunsträume Schweiz.

## Geschichte
Gegründet wurde die Institution 2006 von Enrique Muñoz García und Chri Frautschi. Der erste Standort musste 2007 nach einem Brand aufgegeben werden. Geleitet von Chri Frautschi wurde danach über drei Jahre ein Kiosk bespielt. Nach dessen Abbruch wurde ein Ladenlokal bezogen, in welchem seit 2010 wöchentlich eine künstlerische Position vorgestellt wird. Zusätzlich gibt Lokal-int eine regelmässige Edition heraus, betreibt einen Showroom (Le lieu secret) und organisiert eine Reihe mit experimenteller Musik (kopfhoerer).
Seit 2010 hat Lokal-int einen Subventionsvertrag mit der Stadt Biel und wird vom Kanton Bern und zahlreichen privaten Stiftungen unterstützt.

## Programmatik und Programm
Lokal-int veranstaltet junge zeitgenössische Kunst und bietet Raum um unerprobte Positionen zu entwickeln und zur Diskussion zu stellen. Ziel ist die engagierte Präsentation und konsequente Förderung des aktuellen Kunstschaffens, die Vernetzung verschiedener Disziplinen, der Austausch zwischen Kunstschaffenden und zwischen Kunstschaffenden und dem Publikum.
Künstler (Auswahl)
- Martin Chramosta, Basel[6]
- Andreas Hochuli, Genf[7]
- Ernestyna Orlowska, Bern[8]
- Maya Hottarek, Biel-Bienne[9]
- Natacha Donzé, Lausanne[10]
- Denise Bertschi, Winterthur[11]
- Senta Simond, London[12]
- Micha Zweifel, Rotterdam[13]
- Pawel Ferus, Basel[14]
- Pedro Wirz, Zürich[15]
- Maya Rochat, Lausanne[16]

## Rechtsform und Team
Die Rechtsform von Lokal-int ist ein Verein.
Geleitet wird der Raum von Chri Frautschi, in Zusammenarbeit mit Nicolas Raufaste (Co-Curator), Nicolas Leuba (Graphic design), Laurent Güdel & Lionel Gafner («kopfhoerer», Plattform für experimentelle Musik), Florence Jung / Emilie Guenat (Le lieu secret).

## Unterstützung und Preise
- 2008: Ehrung für kulturelle Verdienste der Stadt Biel[18]
- 2009: Preis für Vermittlung visueller Kunst von Visarte und Kunstverein Schweiz
- 2010: Eidgenössischer Preis für Kunsträume, Bundesamt für Kultur[19]
- 2015, 2016, 2020, 2021: Nomination Swiss Art Awards[20]